# Siegwerk Druckfarben
Die Siegwerk Druckfarben AG & Co. KGaA ist ein international tätiger Hersteller von Druckfarben und Drucklacken.

## Unternehmensdaten

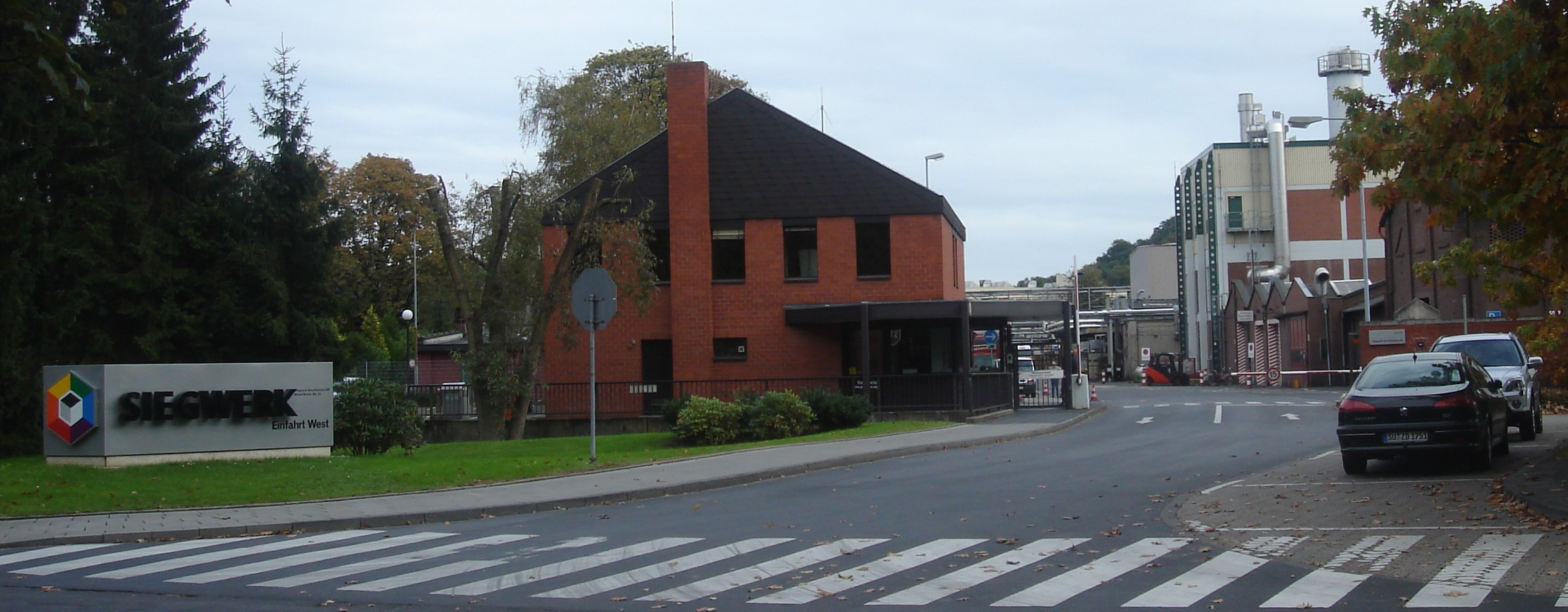
Einfahrt West des Siegburger Stammsitzes

Siegwerk ist nach Sun Chemical und der Flint Group drittgrößter Hersteller der internationalen Druckfarbenbranche. Die Jahresproduktion beträgt 250.000 Tonnen, davon wird die Hälfte von der deutschen Tochter Siegwerk Druckfarben AG & Co. KGaA am Stammsitz in Siegburg produziert. Von den insgesamt 4926 Beschäftigten sind dort über 1000 tätig. Weitere deutsche Standorte gibt es in Backnang und Büdingen.
Das Unternehmen teilt sich in die Bereiche („Business Units“) Flexible Verpackungen, Bogenoffset & UV, Papier & Karton, Tabak, Etiketten, Getränkeverpackungen und Illustrationstiefdruck. Es befindet sich in Familienbesitz.

## Geschichte
Der Vorgänger des Unternehmens war die 1830 in Köln gegründete Kattun-Druckerei und Färberei Rolffs & Cie, die 1840 nach Siegburg umzog. Die erste Zweigstelle entstand 1883 in Friedland. Als weitere Firmen kamen 1906 die „Deutsche Photogravur AG“ und 1911 das „Siegwerk Chemisches Laboratorium“ hinzu. 1936 wurde der Name „Siegwerk Farbenfabrik Keller, Dr. Rung und Co.“ nach den Gründern von 1911 angenommen, die Kattundruckerei hatte 1914 geschlossen. 1970 wurde in den USA die erste ausländische Tochter, die „Siegwerk Inc.“, gegründet. 1995 wurde für die deutsche Firma erneut ein neuer Name angenommen, diesmal „Siegwerk Druckfarben GmbH & Co. KG“, und 2002 nach Gründung mehrerer weiterer Auslandsgesellschaften schließlich „Siegwerk Druckfarben AG“. 2003 wurde der amerikanische Konkurrent CCI Color Converting übernommen, 2005 das Verpackungsfarbengeschäft der Schweizer Sicpa Holding SA, wodurch zu den bisherigen 1300 Mitarbeitern und 475 Mio. € Umsatz weitere 2800 Mitarbeiter und 400 Mio. € Umsatz hinzukamen.

## Soziales
Der Konzern ist auch sozial engagiert in Mexiko-Stadt, Lipa City und hat die Patenschaft über das SOS-Kinderdorf Poá in Brasilien übernommen. Für letzteres wurde das Unternehmen 2014 als erstes mit dem Children’s Village Cup ausgezeichnet.